# Église Saint-Michel (Dijon)
De Église Saint-Michel is een kerkgebouw in de Franse stad Dijon. De voorgevel wordt is een combinatie van flamboyante gotiek en renaissance-architectuur. Het gaat om een grote kerk met een lengte van 57 meter, een breedte van 18 meter en een binnenhoogte van 19 meter, die een rijk interieur en verschillende kunstwerken bevat. In de kerk bevinden zich de relieken van Élisabeth de La Trinité, overleden in 1906 en in 2016 heilig verklaard.
Het kerkgebouw is sinds 1840 een historisch monument.